# Medaljen för tonkonstens främjande
La médaille de la promotion musicale — en suédois « medaljen för tonkonstens främjande » —, octroyée depuis 1945 par l'Académie royale suédoise de musique, est la plus haute distinction honorifique en Suède. Son octroi vise à adouber « une personnalité exceptionnellement méritante en vertu de ses apports exemplaires au bénéfice de la musique ».

## Lauréats
- 1945 – Hugo Alfvén (1), Tobias Norlind (sv) (2), Robert Haeffner (3)
- 1946 – Olof Lidner (sv) (4)
- 1947 – Patrik Vretblad (sv) (5), Viktor E. Lundquist (6), C.G. Wiktorin (7), Nils Henrikson (8)
- 1948 – Giovanni Turicchia (sv) (9)
- 1949 – Valdemar Dahlgren (sv) (10), Sigurd Rydberg (11)
- 1952 – Carl-Allan Moberg (sv) (12)
- 1953 – Kurt Atterberg (13)
- 1954 – John Fernström (14)
- 1955 – Hugo Hammarström (sv) (15)
- 1956 – Daniel Fryklund (sv) (16)
- 1957 – Agne Beijer (sv) (17)
- 1958 – Axel Malm (sv) (18), Gottfrid Berg (19)
- 1959 – Einar Erici (sv) (20), Sven E. Svensson (sv) (21)
- 1960 – Gottfrid Boon (sv) (22), Einar Sundström (sv) (23), Nils Wieslander (24)
- 1961 – Julius Rabe (sv) (25), Erling Carlson (26)
- 1962 – Hilding Rosenberg (27)
- 1963 – Gustaf Aulén (28), Olof Ling (sv) (29)
- 1964 – Styrbjörn Lindedal (sv) (30), Johannes Norrby (sv) (31), Gustaf Skillner (32)
- 1965 – Gösta Morin (sv) (33), Gösta Nystroem (34), Einar Ralf (sv) (35)
- 1966 – Sten Broman (sv) (36), Bertil Carlberg (sv) (37), Otto Kyndel (sv) (38)
- 1967 – Birgit Nilsson (39), Moses Pergament (40)
- 1968 – Love Mannheimer (sv) (41), Bo Wallner (sv) (42), Adrian Wennström (sv) (43)
- 1969 – Einar Hansen (sv) (44), Eric Sahlström (sv) (45)
- 1970 – Ingvar Andersson (46), John Norrman (tonsättare) (sv) (47), Alice Babs (48)
- 1971 – Brita Hertzberg (sv) (49), Einar Beyron (sv) (50)
- 1972 – Stina Sundell (sv) (51), Banjo-Lasse (sv) (52), Carl Bengtsson (organist) (sv) (53)
- 1973 – Ingvar Sahlin (54), Guido Vecchi (sv) (55), Stig Westerberg (56)
- 1974 – Sven-Gunnar Andrén (sv) (57), Ingmar Bengtsson (sv) (58), Tore Kyndel (sv) (59)
- 1975 – Ingalill Linden (60), Gunnar Mossberg (musiker) (sv) (61)
- 1976 – Gösta Eklund (62), Sven Karpe (sv) (63), Nicolai Gedda (64)
- 1977 – Ernst Emsheimer (sv) (65), Lars Frydén (sv) (66), Seve Ljungman (sv) (67), Nils Otteryd (sv) (68)
- 1978 – Sixten Ehrling (69), Elisabeth Söderström (70), Eric Ericson (71), Erik Järnåker (sv) (72)
- 1979 – Anna-Carolina Edholmer (73), Sten Frykberg (sv) (74), Olof Hult (dirigent) (sv) (75)
- 1980 – Ingrid Maria Rappe (76), Bo Ramviken (sv) (77), Sven Wilson (sv) (78)
- 1981 – Georg Bolin (sv) (79), Carl von Garaguly (sv) (80), Mats Rehnberg (sv) (81)
- 1982 – Helge Almquist (sv) (82), Arthur Nestler (83), Gunnar Sjöqvist (sv) (84)
- 1983 – Gunnar Hahn (sv) (85), Karin Ek (musiklärare) (sv) (86), Axel Herjö (sv) (87), Folke Lindberg (musikforskare) (sv) (88)
- 1984 – Gotthard Arnér (sv) (89), Sven-Erik Bäck (90), Bror Samuelson (sv) (91)*
- 1985 – Hans Eppstein (sv) (91)*, Gunnar Axén (92), Henrik Jansson (93)
- 1986 – Birgit Stenberg (sv) (94), Håkan Edlén (sv) (95), Lars Eklund (96)
- 1987 – Greta Erikson (sv) (97), Carin Malmlöf-Forssling (98), Stig Carlsson (ingenjör) (sv) (99)
- 1988 – Ann-Marie Treschow (100), Nils Castegren (sv) (101), Thore Ehrling (sv) (102), Stig Ribbing (sv) (103)
- 1989 – Kurt Bendix (104), Julius Jacobsen (sv) (105), Ingvar Lidholm (106), Hans Nordmark (sv) (107)
- 1990 – Madeleine Uggla (sv) (108), Claude Génetay (sv) (109), Folke Larsson (110)
- 1991 – Kerstin Nerbe (sv) (111), Conny Carlson (112), Torsten Nilsson (tonsättare) (sv) (113), Svante Pettersson (sv) (114)
- 1992 – Kjerstin Dellert (115), Ingemar Gabrielsson (sv) (116), Erik Nordien (sv) (117)
- 1993 – Monica Zetterlund (118), Werner Wolf Glaser (119), Bengt Peijel (120), Harald Thedéen (sv) (121)
- 1994 – Astrid Lande (122), Carl Bertil Agnestig (sv) (123), Per-Anders Hellqvist (sv) (124), Erik Saedén (sv) (125)
- 1995 – Margareta Hallin (sv) (126), Jacob Boëthius (127), Lennart Ehrenlood (sv) (128), Bengt Eurén (129)
- 1996 – Berit Berling (sv) (130), Bengt Olof Engström (sv) (131), Jan Åke Hillerud (sv) (132), Helmut Mühle (133)
- 1997 – Alvar Burman (134), Josef Grünfarb (sv) (135), Siegfried Naumann (sv) (136)
- 1998 – Päkkos Gustaf (137), Anders R. Öhman (sv) (138), Herbert Blomstedt (139), Robert von Bahr (sv) (140)
- 1999 – Kerstin Meyer (141), Hans Leygraf (142), Olle Adolphson (143), Sigvard Hammar (sv) (144)
- 2000 – Dorothy Irving (sv) (145), Erland von Koch (146), Povel Ramel (147), Jan Ling (sv) (148)
- 2001 – Margareta Dellefors (sv) (149), Gunnar Bucht (150), Bengt-Arne Wallin (sv) (151)
- 2002 – Anne Sofie von Otter (152), Endre Wolf (sv) (153), Anders Jansson (154)
- 2003 – Folke Abenius (sv) (157), Arne Domnérus (156), Hjördis Schymberg (sv) (155)
- 2004 – Solwig Grippe (sv) (158), Leo Berlin (sv) (159), Ingvar Wixell (160)
- 2005 – Berit Lindholm (161), Hans Åstrand (sv) (162), Ingemar Månsson (sv) (163), Daniel Börtz (164)
- 2006 – Helen Jahren (sv) (165), Georg Riedel (166), Sten Hanson (sv) (167), Anders Eliasson (tonsättare) (sv) (168)
- 2007 – Nina Balabina (sv) (169), Bo Nilsson (tonsättare) (sv) (171), Gustaf Sjökvist (sv) (172), Gunnar Staern (sv) (170)
- 2008 – Carl-Axel Dominique (sv) (173), Monica Dominique (sv) (174), Bengt Holmstrand (sv) (175), Lennart Hedwall (sv) (176), Rut Jacobson (177)
- 2009 – Sven-David Sandström (181), Bo Johansson (musikpedagog) (sv) (179), Ulla Magnusson (sv) (180), Göran Bergendal (178)
- 2010 – Per-Gunnar Alldahl (sv) (182), Folke Rabe (sv) (183), Märta Ramsten (sv) (184), Birgitta Svendén (185)[1]
- 2011 – Gunilla von Bahr (sv), Ole Hjorth (sv), Irène Mannheimer (sv), Märta Schéle (sv), Dan-Olof Stenlund (sv), Martin Tegen (sv)[2]
- 2012 – Gunnar Eriksson (dirigent) (sv), Hans Pålsson (sv), Karin Rehnqvist, Ann-Sofi Söderqvist (de), Roland Wiklund, Gunnar Petri (sv)[3]
- 2013 – Bosse Broberg (sv), Veslemöy Heintz, Kjell Ingebretsen (sv), Martin Martinsson (musikchef), Lisbeth Vecchi[4]
- 2014 – Kalle Almlöf (sv), Gunnel Fagius (sv), Åke Holmquist (sv), Clas Pehrsson (sv)
- 2015 – Sixten Nordström (sv), Anita Soldh-Forsström (sv) et Sven-Bertil Taube
- 2016 – Anders Bondeman (sv), Gullan Bornemark (sv), Nils Landgren et Nina Stemme[5]

* médaille attribuée à deux reprises

### Sources
- (sv) Cet article est partiellement ou en totalité issu de l’article de Wikipédia en suédois intitulé « Medaljen för tonkonstens främjande » (voir la liste des auteurs).